# Māori Party
Die Māori Party, auch Te Pāti Māori genannt, ist eine politische Partei in Neuseeland, die versucht, die spezifischen Interessen der Māori in praktische Politik umzusetzen. Entstanden ist die Partei durch Tariana Turia, die aus Protest gegen die Foreshore-and-Seabed-Position ihrer Labour Party 2004 ihr Ministeramt niederlegte, aus der Partei austrat und über die dadurch notwendig gewordene Nachwahl in dem Māori Electorate Te Tai Hauāuru die Gründung der Māori Party auf den Weg brachte.

## Formierung und Gründung
Spätestens seit dem Māori-Landmarsch von 1975, als – von Whina Cooper angeführt – Tausende gegen den weiteren Verkauf von Māori-Land protestierten, entstand eine Protestbewegung innerhalb der Māori-Bevölkerung, die die politische Durchsetzung ihrer Interessen zum Ziel hatten und als Folge die eigene Identität und Kultur zu stärken begann.
Im Jahr 2003 begann dann die politische Auseinandersetzung um den Foreshore and Seabed Act 2004, bei dem die damalige Labour-Regierung unter Helen Clark die Māori-Stämme dazu bewegen wollte, deren Anspruch auf Besitzrechte des Foreshore and Seabed aufzugeben und als Gegenleistung lukrative Rechte an Meeresfarmwirtschaften zu bekommen. Eine Vorstellung, welche die Māori-Iwi als vollkommen inakzeptabel ablehnten, Helen Clark am Waitangi Day 2004 einen schmerzlichen Empfang bereiteten und in seiner Zuspitzung auch zum Konflikt zwischen Tariana Turia auf der einen Seite und Helen Clark und die Labour Party auf der anderen Seite führte.
Infolge der Foreshore-and-Seabed-Kontroverse zwischen der Regierung und den Māori kamen am 24. Mai 2004 auf Einladung des Tainui-Iwi rund 1000 Menschen zu einem Hui (Versammlung) in dem Turangawaewae Marae in Ngāruawāhia zusammen, um einerseits über die politische Durchsetzung ihrer Positionen zu beraten und um anderseits über die Gründung einer Māori-Partei zu befinden. Vertreter von allen größeren Māori-Stämmen waren anwesend, beschlossen per Resolution die Gründung der Partei, wählten Tariana Turia zu einem der Interims-Co-Vorsitzenden und sprachen sich dafür aus, als Partei an der Nachwahl am 10. Juli 2004 im Te Tai Hauāuru-Māori-Wahlbezirk teilzunehmen. Weitere Gründungsmitglieder neben Tariana Turia waren u. a. Pita Sharples und Hone Harawira.
Nur einen Tag vor der Nachwahl wurde die Partei registriert und zugelassen, wobei das Parteilogo noch nicht existierte und nachgereicht werden durfte. Tariana Turia wurde am 10. Juli 2004 mit mehr als 90 % der Stimmen in ihrem Wahlkreis Te Tai Hauāuru wiedergewählt und war damit das erste Parlamentsmitglied der Māori Party. Ihre erste Amtshandlung als Mitglied des Parlamentes für die Māori Party fand am 12. Juli 2004 auf den Stufen des Parlamentes statt. Dort empfing sie die Eingaben gegen den Foreshore and Seabed Bill (Gesetz).

## Parlamentswahlen
Bei den Parlamentswahlen im Jahr 2005 erreichte die Māori Party 2,1 % der Stimmen landesweit, konnte aber über die vier in den Māori Electorates Te Tai Hauāuru, Tāmaki Makaurau, Te Tai Tokerau und Waiariki gewonnenen Direktmandate mit vier Sitzen gestärkt ins Parlament einziehen.
Bei den Parlamentswahlen im Jahr 2008 gewann die Māori Party noch den Māori-Wahlbezirk Te Tai Tonga hinzu und war seitdem mit fünf Parlamentsmitgliedern vertreten. Der Stimmenanteil landesweit hatte sich allerdings mit 2,4 % im Vergleich zu 2005 nur geringfügig erhöht.
Bei den Parlamentswahlen im Jahr 2011 erzielte die Māori Party mit einem Stimmenanteil von 1,4 % noch drei Direktmandate. Bei den Parlamentswahlen im Jahr 2014 erzielte die Māori Party mit einem Stimmenanteil von 1,3 % nur noch zwei Mandate, davon ein Direktmandat. Bei den Parlamentswahlen im Jahr 2017 erzielte die Māori Party mit einem Stimmenanteil von 1,2 % kein Mandat mehr und schied somit aus dem Parlament aus.
Bei den Parlamentswahlen 2020 erzielte die Māori Party einen Stimmenanteil von 1 %, aber ein Direktmandat und zog damit wieder ins Parlament ein. Bei den Parlamentswahlen 2023 erzielte die Māori Party einen Stimmenanteil 3,1 % und erreichte 6 Sitze.

### Wahlergebnisse
| Jahr | Wahl                | Wähler | Stimmenanteil | Māori- Sitze | Sitze im Repräsentantenhaus |
| ---- | ------------------- | ------ | ------------- | ------------ | --------------------------- |
| 2005 | Parlamentswahl 2005 | 48.263 | 2,12 %        | 4/7          | 4/121                       |
| 2008 | Parlamentswahl 2008 | 55.980 | 2,39 %        | 5/7          | 5/122                       |
| 2011 | Parlamentswahl 2011 | 31.982 | 1,43 %        | 3/7          | 3/121                       |
| 2014 | Parlamentswahl 2014 | 31.850 | 1,32 %        | 1/7          | 2/121                       |
| 2017 | Parlamentswahl 2017 | 30.580 | 1,18 %        | 0/7          | 0/120                       |
| 2020 | Parlamentswahl 2020 | 33.630 | 1,17 %        | 1/7          | 2/120                       |
| 2023 | Parlamentswahl 2023 | 87.973 | 3,08 %        | 6/7          | 6/122                       |

## Ziele der Partei
Mit dem Spruch “our people are our greatest wealth” (Unsere Leute sind unser größter Reichtum) unterstreicht die Partei, welchen Stellenwert die Menschen für die sie eintreten für die Partei hat.
Obwohl die Māori Party angibt, eine Partei für alle Bürger des Landes zu sein, wird allerdings in der Satzung darauf hingewiesen, dass Kaupapa-Māori (Māori-Ideologie) die Basis darstellt, auf der die Partei existiert, handelt und arbeitet.
So bestehen die Ziele der Partei teils aus Förderung und Stärkung der Kultur und der Volksgruppe der Māori und teils aus der Verbesserung der Lebenssituation Benachteiligter aller im Lande. Hier ein Auszug der Ziele:
- Einführung von Unterricht in Geschichte der Māori und der Pacific Islander in der Primary School und der Secondary School,

- Pflicht von Geschichtsunterricht für Einbürgerungswillige in neuseeländische Geschichte inklusive Geschichte der Māori und der Pacific Islander,
- gerechtere Beteiligung an politischen, wirtschaftlichen und gesellschaftlichen Prozessen, die die Belange der Māori betreffen,
- mehr Vertreter von Māori in wichtigen Positionen in Unternehmen und Institutionen des Staates,
- Beschleunigung der Prozesse im Waitangi Tribunal,
- Sicherung der Besitzrechte des Foreshore and Seabed und Schutz derselben vor Verkauf und Verpachtung,
- Förderung von Māori-Unternehmen,
- Nuklearfreies Neuseeland (s. a. Vertrag von Rarotonga),
- Kein Einsatz von Gentechnik,
- Verbesserung des Personenverkehrs zur Reduzierung von Emissionen,
- keine Steuern für Einkommen bis 25.000 NZ$,
- keine Goods and Services Tax (GST) auf Lebensmittel,
- Beendung der Kinderarmut bis 2020,
- Erhöhung des Mindestlohns auf 15 NZ$, der 2010 12,75 NZ$ betrug.[16]

## Logo der Partei
Dem Logo der Partei liegen drei Ideen zugrunde:
- Māori – der Name als Grundlage für das Land, für die Werte der Māori, als Aspiration für Neuseeland und für die Bekräftigung als tangata whenua (als indigenes Volk der Landes).
- Farben – weiß, schwarz, rot – übernommen in Anlehnung an dem ersten Māori König Pōtatau Te Wherowhero, wobei das Weiß für die Reinheit Neuseelands steht, das Schwarz für harte Arbeit und die Anerkennung des Fortschritts eine Nation zu schaffen, die auf unterschiedlichen Positionen und Visionen beruht und die rote Farbe als Zeichen für Würde, Führerschaft und der Stolz auf das Heimatland genommen wurde.
- ao – meint wörtlich genommen: Welt und soll die Welt der Māori darstellen, te Ao Māori, Aotearoa.

Der in dem „o“ sich zusammenrollende Bogen symbolisiert den Sprössling eines Silberfarnblattes, welches entfaltet wird und als Nationalsymbol Neuseelands gilt.

## Regierungsbeteiligung
Mit dem Sieg der National Party bei den Parlamentswahlen im Jahr 2008 machte John Key, obwohl von den Mehrheitsverhältnissen her nicht notwendig, der Māori Party das Angebot, mit in die Regierungsverantwortung zu gehen. Das Angebot wurde in der Partei und auf vielen Diskussionsveranstaltungen in den Iwi im gesamten Land sehr eingehend und kontrovers diskutiert. Die fünf gewählten Vertreter der Partei besuchten die Communitys im ganzen Land, um sich deren Meinung und Unterstützung für eine Regierungsbeteiligung mit der National Party einzuholen. Man entschloss sich schließlich – trotz Vorbehalten gegenüber der National Party – die Chance zur Gestaltung und Veränderung im Sinne der Māori-Politik wahrzunehmen. Ergebnis der Vereinbarung mit der National Party am 16. November 2008 war ein achtseitiges Agreement, in dem sich beide Seiten versprachen, im Sinne des Treaty of Waitangi zu handeln, nicht später als 2010 Fragen zur Verfassung zu klären, in denen Belange der Māori auch eine Rolle spielen, bezüglich der Māori-Sitze in Übereinstimmung zu handeln und in Sachen Foreshore and Seabed die Gesetzesvorlage einer Nachprüfung zu unterziehen. Mit letzterem wurde zwar der politische Sprengstoff, der in der Gesetzesvorlage steckt, nicht beseitigt, zumindest aber hatte die National Party die Māori Party auf ihre Seite gezogen, die Partei, die aus dem Foreshore and Seabed-Konflikt mit der Labour Party 2004 neu entstanden war.

## Protest vom November 2024
Am 14. November 2024 wurde die Sitzung des neuseeländischen Parlaments durch eine Protestaktion der Te Pāti Māori unterbrochen. Anlass war die erste Lesung eines von der Partei ACT New Zealand eingebrachten Gesetzesentwurfs, der die Prinzipien des Treaty of Waitangi von 1840 rechtlich enger definieren soll. Die Te Pāti Māori betrachtet den Entwurf als Angriff auf die Rechte der indigenen Bevölkerung, die im Vertrag festgelegt wurden.
Der Protest gipfelte in einem traditionellen Haka, die von der Abgeordneten Hana-Rawhiti Maipi-Clarke angeführt wurde. Zuschauer auf der Tribüne schlossen sich an, was zur kurzzeitigen Suspendierung der Sitzung und zur Entfernung von Maipi-Clarke aus dem Parlament führte. Parallel dazu organisierte eine Māori-Rechtsgruppe einen landesweiten Hīkoi (Protestmarsch), an dem Tausende teilnahmen. Die Demonstrationen richten sich gegen den Entwurf, der laut Kritikern soziale Ungleichheiten verschärfen und die partnerschaftlichen Prinzipien des Vertrags untergraben könnte.
Der Gesetzesentwurf wird von der Regierung gestützt, jedoch nur aufgrund eines Koalitionsabkommens. Eine endgültige Verabschiedung gilt als unwahrscheinlich. Der Vertrag von Waitangi ist ein grundlegendes Dokument in der Geschichte Neuseelands, dessen Auslegung seit seiner Unterzeichnung umstritten ist.